# Хейне Фернандес
Хейне Фернандес (дан. Heine Fernandez; 14 липня 1966) — данський футболіст, нападник. Найкращий бомбардир чемпіонату Данії 1998/99. Займає четверте місце за кількістю забитих м'ячів у Суперлізі (126).

## Біографія
Народився 1966 року як Хейне Лаврсен, але в 3 роки отримав прізвище вітчима — іспанського іммігранта Мігеля Фернандеса. На початку 1980-х його сім'я переїхала до Іспанії, але 15-річний Хейне залишився у Данії з дідусем та бабусею. У 17 років він став батьком і, щоб утримувати сім'ю, пішов працювати на склад меблевої фабрики. Крім цього, був гравцем аматорського клубу «Боруп», але професійної кар'єри не планував. У команді його помітив тренер Ганс Ове Андерсен і після кількох спроб умовив приєднатися до свого клубу «Віборг», який тоді виступав у другій лізі.
У 1989 році команда пробилася до вищої ліги, проте перед початком наступного сезону Фернандес підписав контракт з іншим клубом вищої ліги «Сількеборг». У складі клубу ставав чемпіоном Данії у сезоні 1993/94. У 1998 році повернувся у «Віборг», де провів два з половиною сезони, виграв Кубок та Суперкубок Данії. Під час сезону 2000/01 перейшов до «Копенгагена», з яким вдруге за кар'єру став чемпіоном Данії, але в команді не затримався і приблизно через рік перебрався в «АБ Гладсаксе». У 2004-05 роках Фернандес був граючим тренером фарерського клубу «ГБ Торсгавн», після чого завершив футбольну кар'єру.
Єдиний матч за збірну Данії провів 4 вересня 1991, з'явившись на заміну на 67-й хвилині в товариському матчі зі збірною Ісландії (0:0).
Після закінчення кар'єри володів невеликим пабом, але пізніше продав його і влаштувався на роботу до супермаркету. Зараз живе в Іспанії, розлучений, має трьох дорослих дітей.

## Досягнення
«Сількеборг»
- Чемпіон Данії : 1993/94

«Віборг»
- Володар Кубка Данії : 1999/00
- Володар Суперкубку Данії : 2000
- Найкращий бомбардир чемпіонату Данії : 1998/99 (23 голи)

«Копенгаген»
- Чемпіон Данії : 2000/01

«ГБ Торсгавн»
- Чемпіон Фарерських островів : 2004
- Володар Кубка Фарерських островів : 2004